# Miguel Utrilla
Miguel Utrilla (1830, San Cristóbal de Las Casas, México - 1919, México) fue un militar y político mexicano. Fue gobernador de Chiapas de 1879 a 1883.

## Biografía
Miguel Francisco Utrilla Trujillo nació en 1830 en San Cristóbal de Las Casas, Chiapas, México. Se incorporó al ejército de México y alcanzó el rango de General. Fue partícipe de la Segunda intervención francesa en México en favor del bando republicano y combatió en la Batalla de Puebla de 1862.
En 1873 contrajo matrimonio. Fue alcalde de San Cristóbal de Las Casas y posteriormente fue Gobernador de Chiapas de 1879 a 1883. Falleció en 1919 en San Cristóbal de Las Casas.